# Пјано Инзедијаменти Продутиви Карено (Варезе)
Пјано Инзедијаменти Продутиви Карено је насеље у Италији у округу Варезе, региону Ломбардија.
Према процени из 2011. у насељу је живело 15 становника. Насеље се налази на надморској висини од 319 м.